# Molen van Obsinnich
De Molen van Obsinnich is een voormalige watermolen te Obsinnich tussen Teuven en Remersdaal in de Belgische gemeente Voeren in de provincie Limburg.
De watermolen was gelegen op de Gulp en had voor de aandrijving een bovenslagrad. Stroomafwaarts lag de Watermolen van Sinnich te Sinnich. Stroomopwaarts lag de Molen van Medael bij Homburg.
De molen ligt zo'n 25 meter ten noorden van het kasteel van Obsinnich.

## Geschiedenis
Op de Ferrariskaart van (1771-1777) is de molen aangeduid.
Thans is de molen buiten bedrijf en het molenrad verdwenen.
- Inventaris van het Bouwkundig Erfgoed (Vlaanderen): 37823